# 邱永仁
邱永仁（1937年8月7日—），中華民國（台灣）政治人物，高雄市私立永仁醫院院長，原為民主進步黨籍全國不分區立法委員。因涉詐領健保費遭開除黨籍，失去不分區立法委員資格。

## 外部連結
- 立法院 （页面存档备份，存于）